# Craterellus
Craterellus es un género de hongo comestible, similar a los Cantharellus, pertenece a la familia Cantharellaceae.

## Características
Este género tiene el himenio de color azulado, otras de color ocre, la forma del Píleo es tubular con forma de trompeta, el estipe es delgado, hueco y muy frágil.

## Comestibilidad
Son hongos comestibles, aromáticos, apreciados en la cocina de los buenos cocineros. 